# Iwan Stepanowitsch Odartschenko
Iwan Stepanowitsch Odartschenko (russisch Иван Степанович Одарченко; * 6. September 1926 im Dorf Nowoalexandrowka im Rajon Atbassar; † 2. Juli 2013 in Tambow) war ein russischer Soldat der Roten Armee.

## Leben
1931 zog die Familie wegen einer Hungersnot nach Magnitogorsk und kehrte nach einigen Jahren zurück in ihren Heimatort. Mit 16 Jahren wurde Odartschenko Brigadier im Kolchos. Im Deutsch-Sowjetischen Krieg fiel sein Vater im Herbst 1943 bei Stalingrad.
Im Januar 1944 wurde Odartschenko zur Roten Armee eingezogen und kam zunächst in ein Ausbildungsregiment in Ajagös. Sein ältester Bruder fiel 1944. In der 114. Gardeschützendivision der 9. Gardearmee kämpfte Odartschenko in Ungarn, Österreich und in der Tschechoslowakei, wo der Krieg für ihn bei Prag endete.

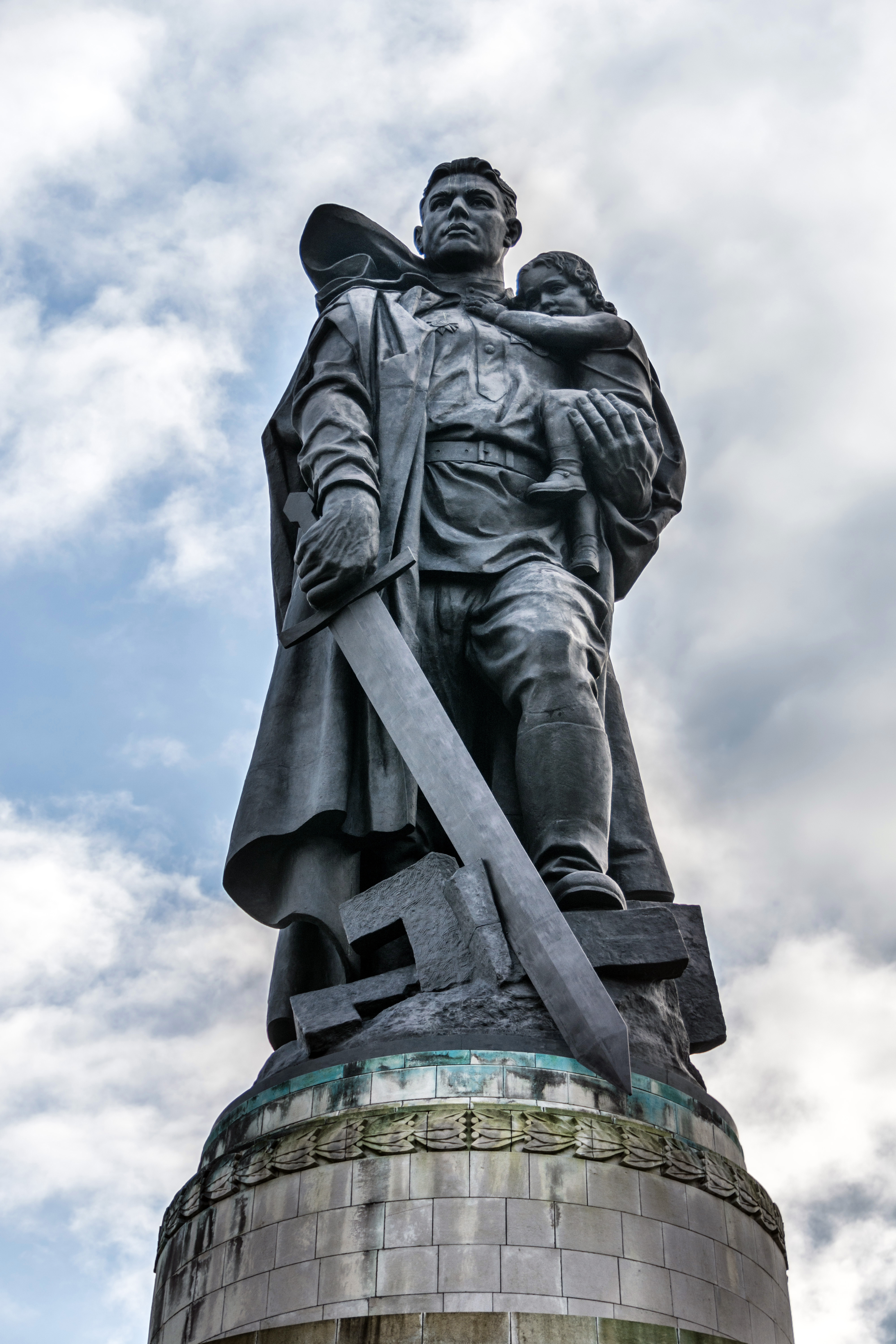
Der Befreier, Sowjetisches Ehrenmal im Treptower Park

Nach dem Krieg diente Odartschenko in der Gruppe der Sowjetischen Streitkräfte in Deutschland. Im August 1947 nahm er am Sportfest der sowjetischen Soldaten im Stadion Buschallee in Berlin-Weißensee teil. Als er nach dem Geländelauf den Wettbewerben zusah, sprach ihn der Bildhauer Jewgeni Wiktorowitsch Wutschetitsch an, der ein Modell für die Statue Befreier-Soldat für das Denkmal auf dem zentralen Grabhügel des Sowjetischen Ehrenmals im Treptower Park suchte.  Odartschenko stand nun etwa sechs Monate lang Modell, wobei er auf dem linken Arm zunächst ein deutsches Mädchen und dann die dreijährige Tochter des Berliner Stadtkommandanten Alexander Georgijewitsch Kotikow Swetlana Alexandrowna Kotikowa trug, die später Schauspielerin wurde. Er stand auch Modell für Anatoli Andrejewitsch Gorpenko, der ein Mosaik für den Innenraum des Denkmals schuf. Dort ist Odartschenko rechts zum einen ein Soldat mit Goldenem Stern des Helden der Sowjetunion und Stahlhelm in der linken Hand und zum anderen ein Arbeiter im blauen Overall mit gesenktem Kopf, einen Kranz haltend.

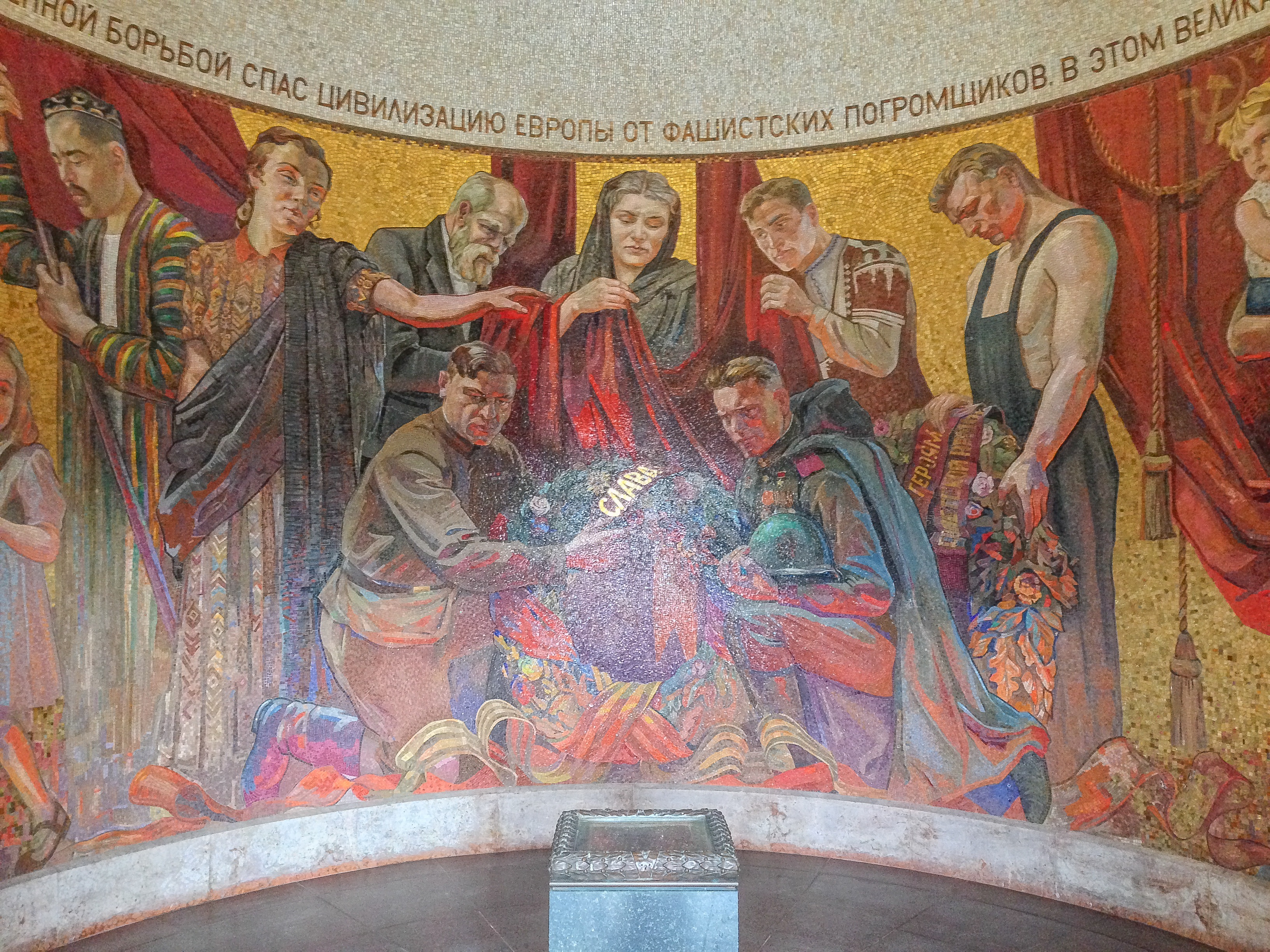
Mosaik im Innenraum des Sockels des Befreiers, Sowjetisches Ehrenmal im Treptower Park

1949 wurde Odartschenko in die Reserve entlassen und nach Kasachstan zurückgeschickt. Er ging nach Tambow zu seiner Schwester, um ihr zu helfen. Er heiratete und arbeitete als Dreher und Fräser in dem Werk Awtotraktorodetal. Bekannt wurde er anlässlich des 20. Jahrestages des siegreichen Kriegsendes, als er zusammen mit Delegationen siebenmal in die DDR reiste. Er war Mitglied der Partei Einiges Russland. Am 8. Mai 2010 wurde im Tambower Siegespark das Denkmal für den Sieger-Veteran der Bildhauer Wiktor Kupajew und Waleri Paramonow eingeweiht, das Odartschenko als Veteran auf einer Bank mit einem Mädchen auf dem Arm darstellt.

## Ehrungen
- Tapferkeitsmedaille (1945)[7]
- Orden des Vaterländischen Krieges II. Klasse (1985)[8]
- Orden des Roten Banners der Arbeit